# بيتر كوفاتش (كرة يد)
بيتر كوفاتش (بالمجرية: Kovács Péter)‏ مواليد 8 أبريل 1955 في بودابست، هو لاعب كرة يد مجري معتزل أصبح مدرباً. مثل منتخب المجر لكرة اليد في 323 مباراة. شارك في دورة الألعاب الأولمبية الصيفية سنة 1976. حقق المركز الثاني في بطولة العالم لكرة اليد للرجال 1986.

## سجل المنافسة
شارك في البطولات التالية:
- بطولة العالم لكرة اليد للرجال 1974
- بطولة العالم لكرة اليد للرجال 1978
- بطولة العالم لكرة اليد للرجال 1982
- بطولة العالم لكرة اليد للرجال 1986
- بطولة العالم لكرة اليد للرجال 1995
- الألعاب الأولمبية الصيفية 1976
- الألعاب الأولمبية الصيفية 1980
- الألعاب الأولمبية الصيفية 1988

## الإنجازات

### كلاعب
- الدوري المجري لكرة اليد:
  - الفوز: 1976، 1977، 1980، 1981، 1982، 1983
- الدوري الألماني لكرة اليد:
  - الفوز: 1990
- بطولة العالم لكرة اليد للرجال:
  - الفضية: 1986

### كمدرب
- الدوري المجري لكرة اليد - رجال:
  - الفضية: 2004، 2005، 2006
- بطولة العالم لكرة اليد للسيدات ناشئين – سيدات:
  - الفضية: 2001، 2003

## روابط خارجية
- بيتر كوفاتش على موقع أوليمبيديا (الإنجليزية)